# Jörg Sobiech
Jörg Sobiech (Gelsenkirchen, 15 januari 1969) is een Duits voetballer.
Sobiech is in Nederland vooral bekend van zijn periodes bij N.E.C. en FC Twente. Zijn positie in het veld was linker verdediger. In Duitsland speelde hij lang (en in meerdere periodes) voor SG Wattenscheid 09. Met deze club speelde hij twee seizoenen in de Bundesliga maar ook in de 2.Bundesliga en in de Regionalliga Nord. Hij besloot zijn loopbaan in 2003 op lager niveau bij STV Horst-Emscher Husaren in Gelsenkirchen.

## Clubs
- Jeugd: FC Schalke 04
- 1987/93: SG Wattenscheid 09
- 1993/94: Stuttgarter Kickers
- 1994/96: SG Wattenscheid 09
- 1996/98: NEC Nijmegen
- 1998: Stoke City (huur)
- 1998/00: FC Twente
- 2000: SV Waldhof Mannheim
- 2001: Chemnitzer FC
- 2001/03: SG Wattenscheid 09
- 2003 : STV Horst-Emscher Husaren